# Castel Viscardo
Castel Viscardo (Castèllo in dialetto locale) è un comune italiano di 2 641 abitanti della provincia di Terni in Umbria.

## Geografia fisica
Castel Viscardo si erge a ridosso dell'altopiano dell'Alfina, a 507 m s.l.m. e dista 13 km da Orvieto.
La località si pone in posizione panoramica sulla vallata del fiume Paglia.
Castel Viscardo fa parte della comunità montana Monte Peglia e Selva di Meana.
- Classificazione climatica: zona E, 2287 GR/G

## Storia

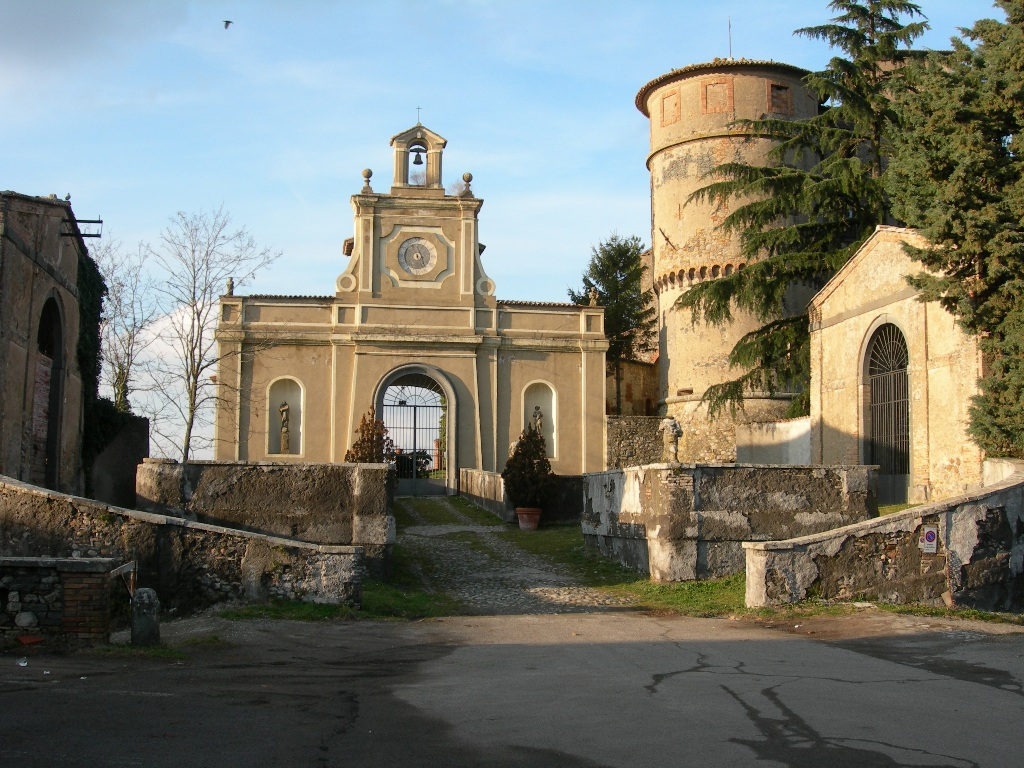
Castello di Madonna

Il centro si sviluppa attorno al castello denominato "Castello di Madonna", eretto nel XIV secolo, dapprima proprietà della famiglia Monaldeschi della Cervara, poi feudo degli Spada Veralli e tuttora di proprietà dei duchi di Montevecchio. Testimonianze di un centro abitato antecedente la costruzione del castello, si hanno sin dal VI secolo a.C., è infatti databile a quest'epoca la necropoli etrusca che si estende a pochi chilometri dal paese, in località "Caldane".
Il paese possiede una chiesa parrocchiale che custodisce ancora un bel crocifisso in avorio del '600, regalato da Luigi XIV a un cardinale della famiglia Spada residente a Parigi. Un altro membro degli Spada, Francesco, ufficiale al servizio dei Veneziani, conquistò agli Ottomani uno stendardo custodito anch'esso nella chiesa parrocchiale.

### Aeroporto di Orvieto/Castel Viscardo
L'aeroporto, di cui oggi rimangono poche rovine, venne realizzato, nel 1938, sull'altopiano al confine tra i comuni di Orvieto e Castel Viscardo, su territori afferenti alla frazione di Benano, passati dalla giurisdizione del comune di Castel Giorgio a quello di Orvieto (che viceversa cedette a Castel Giorgio la località Casa Perazza). Inoltre, sulla Carta d'Italia dell'Istituto Geografico Militare, Foglio 130 III S.O. il sito viene riportato come "Ex Aeroporto di Castel Giorgio".
Il progetto delle caserme e degli edifici funzionali si deve all'ing. Roberto Marino, mentre le aviorimesse furono progettate dall'ing. Pier Luigi Nervi.
Queste ultime, interamente realizzate in cemento armato, fecero dell'aeroporto un'opera unica nel suo genere. L'inaugurazione dell'aeroporto avvenne il 27 marzo 1938. L'aeroporto, tra il 1938 e il 1940, ospitò la "scuola di pilotaggio di 2° periodo".
Al 10 giugno 1940 era sede del XLII Gruppo del Maggiore Ademaro Nicoletti Altimari inquadrato nel 12º Stormo della Regia Aeronautica, tra il 1940 e il 1942 vennero costruite, sempre dall'ing. Nervi, altre due aviorimesse, nel 1942 venne dislocato ad Orvieto il 18º Stormo o "Stormo Trasporti". Il 9 settembre 1943, il giorno dopo l'armistizio, l'aeroporto viene assediato dalla Wehrmacht e divenne ben presto la base operativa dell'aviazione tedesca; dopo diversi bombardamenti degli alleati, i tedeschi, nel 1944, decisero di spostarsi più a nord bruciando i velivoli e distruggendo tutte le strutture.
Oggi, esattamente di fronte a dove era ubicato il vecchio aeroporto, è presente l'Aviosuperficie Alfina, sede dell'Aereo Club Volovelistico di Castel Viscardo. Dal 2004 è sede del Centro Nazionale Acrobazia Alianti Alfina, medaglia d'oro 2012 e 2009 ai Campionati Mondiali di Acrobazia Alianti.

### Simboli
Lo stemma e il gonfalone sono stati concessi con regio decreto del 17 maggio 1937.
Lo stemma è troncato d'azzurro e d'oro, al castello merlato alla ghibellina, munito di due torricelle e sormontato da una stella d'argento a cinque punte; la costruzione è attraversata da una fascia d'argento, caricata di una greca di rosso. 
Il gonfalone è un drappo di rosso.

## Società

### Evoluzione demografica
Abitanti censiti

## Cultura

### Musica

#### Complesso bandistico "G. Verdi"
La banda musicale di Castel Viscardo fu fondata nell'estate del 1886 da alcuni appassionati di musica che decisero di intitolarla a Giuseppe Verdi, che in quegli anni veniva acclamato in tutto il mondo. Il primo Maestro fu Giovanni Glicerio Bonserini, un valente musicista di Orvieto. La banda era costituita da una trentina di persone; tutti lavoravano in campagna e nei mesi caldi la maggioranza di loro andava alle fornaci. La stagione cominciava in primavera e terminava in autunno; i concerti, chiamati "servizi", si svolgevano soprattutto in occasione delle feste del paese. La banda di Castel Viscardo, unica in tutto il circondario, cominciò ad essere richiesta anche nei centri vicini. Fu così che i musicanti iniziarono a spostarsi esibendosi nei paesi limitrofi. Tuttora la banda è attiva.

### Eventi
- 3 maggio: festa patronale dell'Esaltazione della Croce
- 27 agosto: festa patronale in onore di sant'Antonio di Padova
- Notte dell'Epifania: canto della "Pasquarella" per le vie del paese
- 17 gennaio: benedizione degli animali e distribuzione dei "panettuzzi di Sant'Antonio"
- Venerdì di Pasqua: processione del Cristo Morto

## Economia
Le attività produttive sono legate all'agricoltura e all'artigianato. La ricchezza geologica del territorio è data dall'argilla, materiale primo dell'industria del laterizio: il comune conta infatti una decina di aziende che producono il "cotto mattone". Altra attività produttiva è data dal settore vitivinicolo: nel territorio di Castel Viscardo si producono inoltre vini, tra i quali l'Orvieto DOC, e l'olio di oliva extra vergine, ottenuto tramite la spremitura a freddo delle olive.

## Amministrazione
| Periodo        | Periodo        | Primo cittadino      | Partito                                                                      | Carica  | Note  |
| -------------- | -------------- | -------------------- | ---------------------------------------------------------------------------- | ------- | ----- |
| 23 aprile 1995 | 12 giugno 2004 | Marcello Tomassini   | centro-sinistra                                                              | Sindaco | [ 7 ] |
| 12 giugno 2004 | 26 maggio 2014 | Massimo Tiracorrendo | lista civica                                                                 | Sindaco | [ 7 ] |
| 26 maggio 2014 | 27 maggio 2019 | Daniele Longaroni    | lista civica di centro-sinistra Trasparenza partecipazione responsabilità    | Sindaco | [ 7 ] |
| 27 maggio 2019 | 10 giugno 2024 | Daniele Longaroni    | lista civica di centro-sinistra Cammino comune                               | Sindaco | [ 7 ] |
| 10 giugno 2024 | in carica      | Daniele Longaroni    | lista civica di centro-sinistra Cammino comune territorio di Castel Viscardo | Sindaco | [ 7 ] |